# Primeira Bíblia de Carlos, o Calvo

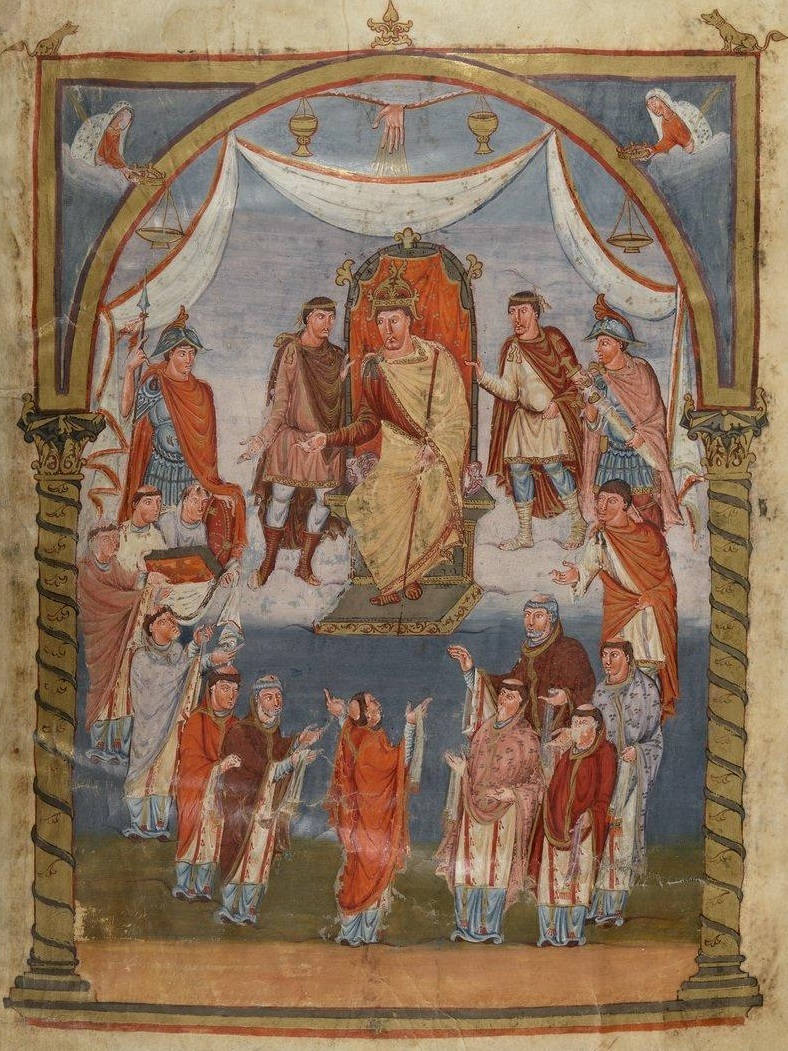
Carlos, o Calvo, recebe o livro, na miniatura da apresentação (fol. 423)

A Primeira Bíblia de Carlos Calvo ( BNF Lat. 1), também conhecida como Bíblia Vivian, é uma Bíblia carolíngia encomendada pelo conde Vivian de Tours em 845, o abade leigo de Saint-Martin de Tours e apresentado a Carlos II de França em 846 em uma visita à igreja, como mostra a miniatura da apresentação no final do livro. É 495 mm por 345 mm e tem 423 vellum folia.
Acredita-se também que seja a terceira Bíblia iluminada a ser feita em Tours, após o Bamberg ( Staatsbibliothek Bamberg Msc. Bibl. 1) e Bíblias Moutier-Grandval ( British Library Add MS 10546).